# Les Attaques
Les Attaques é uma comuna francesa na região administrativa de Altos da França, no departamento de Pas-de-Calais. Estende-se por uma área de 20,81 km². Em 2010 a comuna tinha 2 037 habitantes (densidade: 97,9 hab./km²).